# Színész–Újságíró Rangadó
A Színész–Újságíró Rangadó (rövidítve: SZÚR) mintegy hét évtizeden át évente megrendezett barátságos magyar labdarúgó-mérkőzés volt.

## Története
Az első meccset 1920. június 12-én az MTK sporttelepén tartották meg, s akkor még nem voltak műsorszámok, csak futballmérkőzés színészek és kritikusok között. Trianon sokkja után kellett a népnek valami vigasztalás, így legalább azt megnézhették, hogyan vesznek revánsot a színészek sokszor igazságtalan bírálóikon. A Színházi Élet így kommentálta: „Végre itt volt az alkalom, hogy a színészek megfizessenek minden rossz kritikáért, csípős jelzőért, elhallgatott nevekért.” A színészek között pályára lépett Salamon Béla is, aki az ezt követő évtizedek SZÚR-jainak szimbolikus figurája lett. A lap aztán érdekes módon nem a színészeken, hanem a kritikusokon viccelődött ekként: „Lógott rajtuk a trikó, egyetlen egynek nem volt egy becsületes vádlija.” A mozgalmas meccsen 4–3-ra a színészek diadalmaskodtak, s a második világháború előtt többször is megismételték a találkozót.

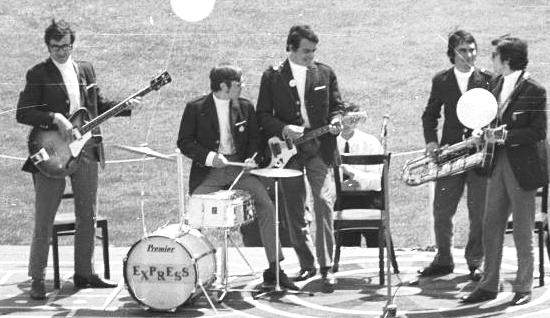
Az Express együttes fellépése 1969-ben

A SZÚR a létező szocializmus alatt kulminált. 1959-ben esett meg, hogy a játékvezető sípját Papp László ökölvívó olimpiai bajnok és Földi Imre súlyemelő világbajnok fújták. Az 1962-es SZÚR-on a színészek kapujában Major Tamás rettegett színigagató állt, a csatársort pedig Garas Dezső, Zenthe Ferenc és Bodrogi Gyula alkotta a több tízezres nézőtábor előtt. 1960-ban a kezdőrúgást megintcsak Salamon Béla balhátvéd abszolválta. 1965-ben 6–6 lett a mérkőzés eredménye, 1966-ban pedig fellépett az operettprimadonna Honthy Hanna is.
1968-ban Plajbász és Paróka címmel saját újságot jelentettek meg róla. 1969-ben, amikor nyolcvanezres nézősereg töltötte meg a Népstadion tribünjeit, a Frédi és Béni, avagy a két kőkorszaki szaki magyar hangjai: Csákányi László, Márkus László, Psota Irén és Váradi Hédi helyett Bálint Erzsébet bűvölték el őket. 1970-ben, az NB I-es futballmeccsek népszerűségnek növelése végett a Képes Sport újságírója javasolta, hogy az első osztályú focimeccsek szünetében jó lenne, ha az Illés-együttes vagy az Omega játszana.
Ebben az esztendőben két SZÚR-t is rendeztek, mert több százezren lemaradtak a májusi eseményről. 1978-ban 9–8-ra a színészek győztek. Egy idegenlégiós, bizonyos Ljubiša Samardžić is kifutott a gyepre, akinek gólját még inkább megtapsolták 1985-ben, amikor már a Forró szél főszereplő Šurdájaként szerette meg az ország. A Színész–Újságíró Rangadók leggólerősebb csatára Bujtor István egykori ifjúsági válogatott kosárlabdázó volt, aki 1975-ig 18 gólt lőtt az újságíróknak.

## Filmfelvételen
- Az 1944-es SZÚR